# Sophienstraße (Dresden)
Die Sophienstraße ist eine Innerortsstraße im Stadtzentrum von Dresden. Sie verbindet den Post- mit dem Theaterplatz und führt zwischen zwei der bekanntesten Dresdner Sehenswürdigkeiten hindurch: Zwinger und Residenzschloss. Entlang der Sophienstraße finden sich mehrere denkmalgeschützte Bauwerke.

## Verkehr

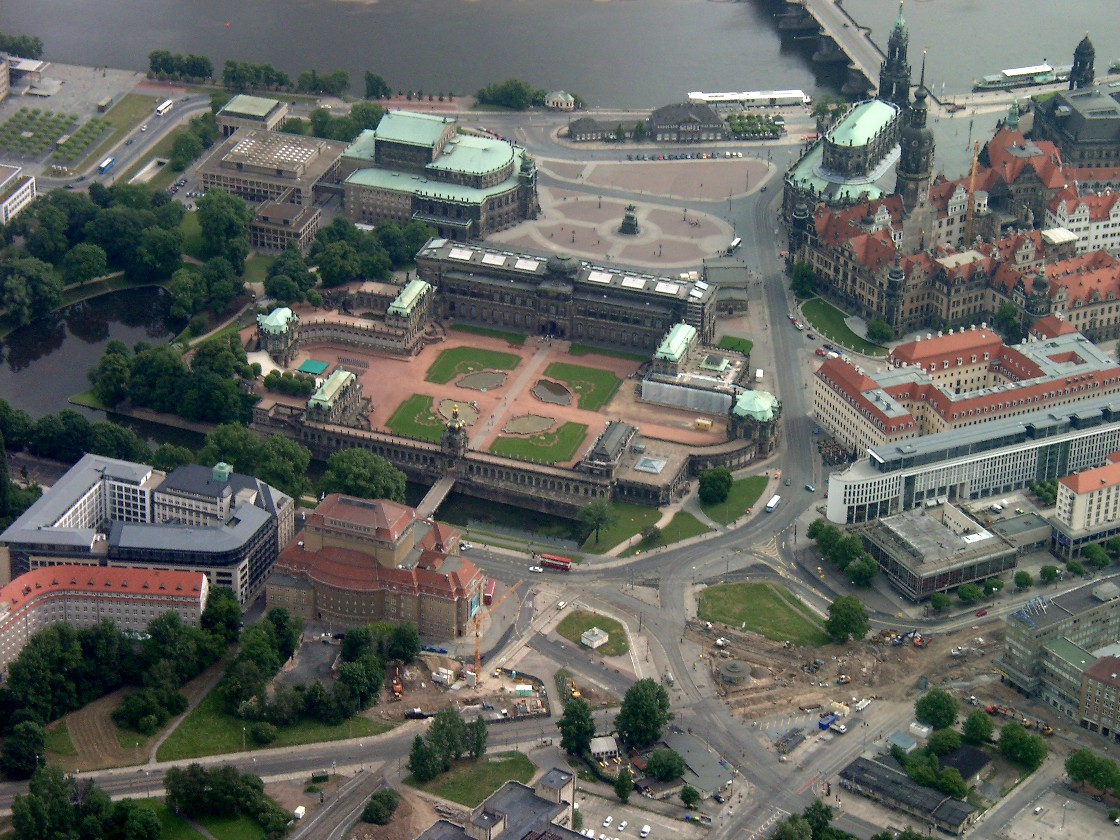
Luftansicht der Sophienstraße zwischen Postplatz (unten) und Theaterplatz (oben), 2006.

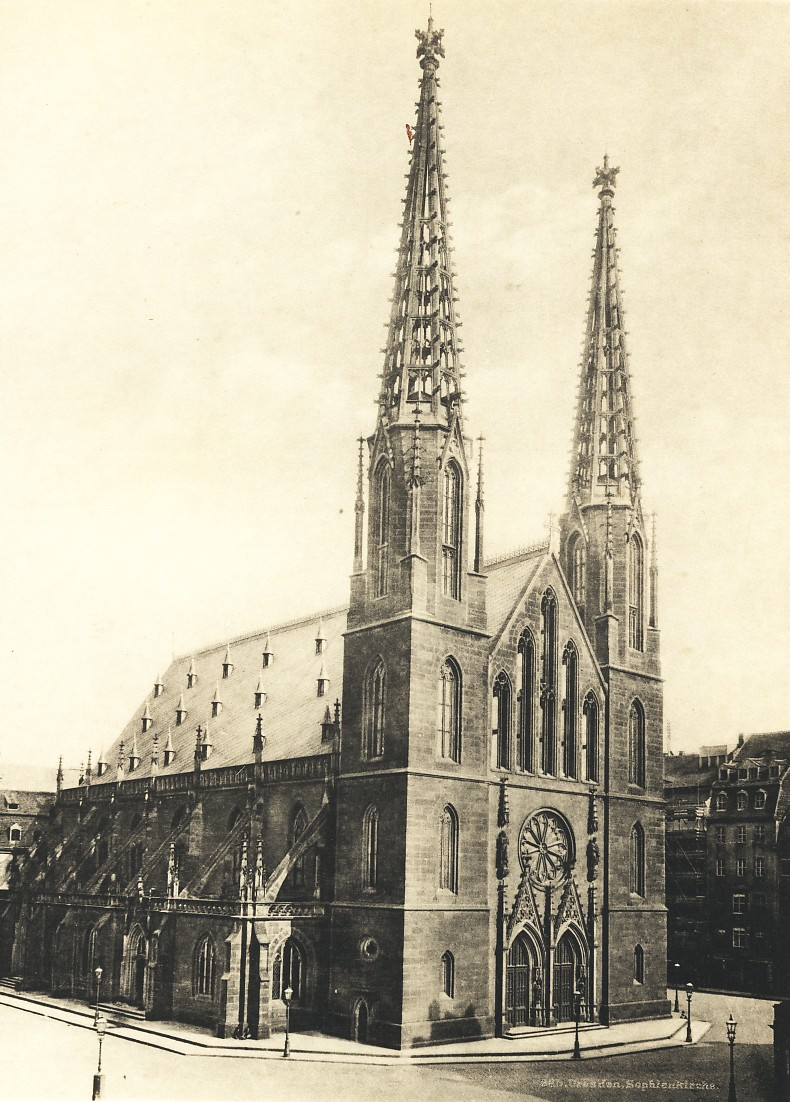
Sophienkirche, 1910.

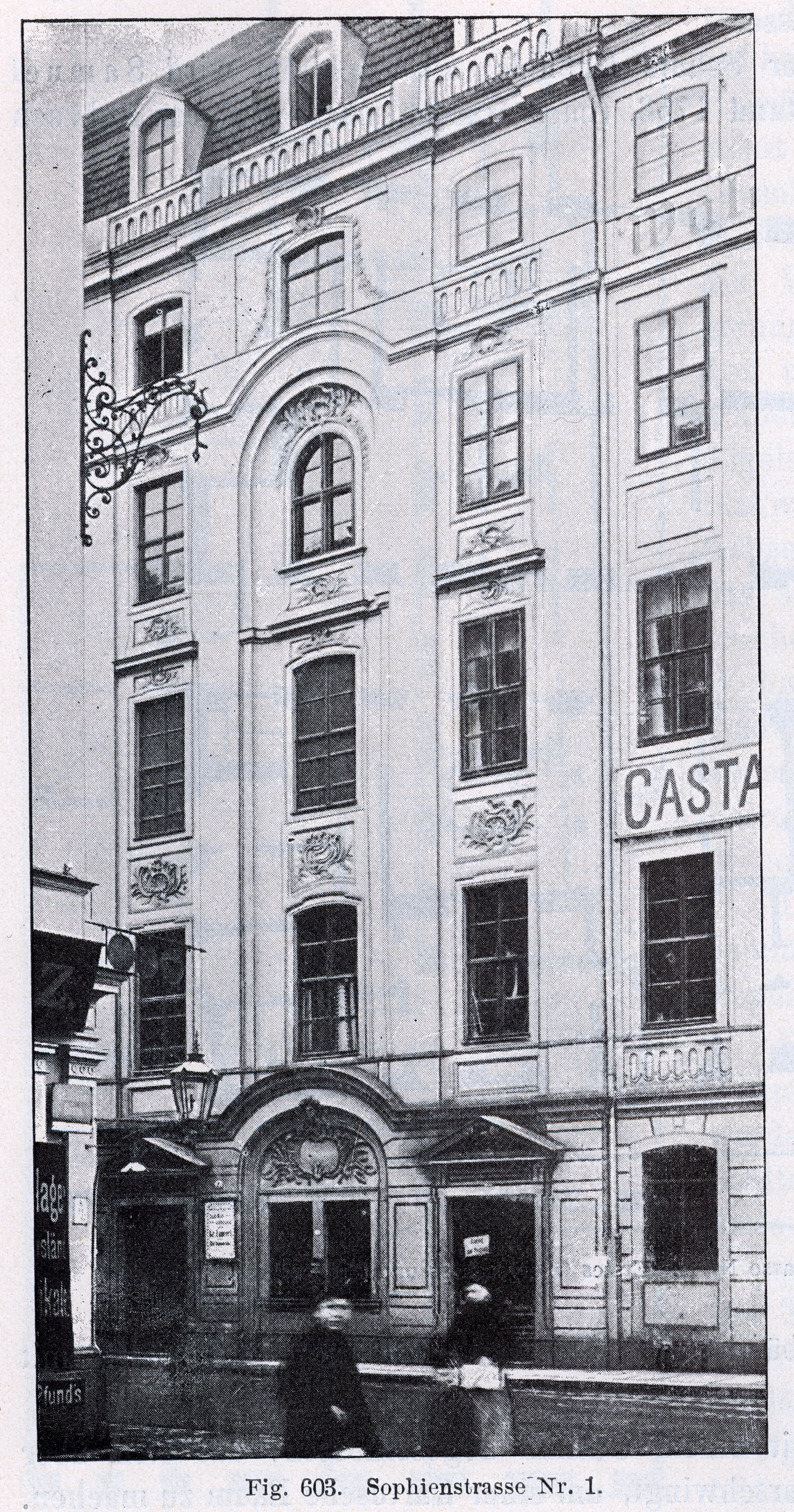
Adamsches Haus an der Sophienstraße 1, vor 1900.

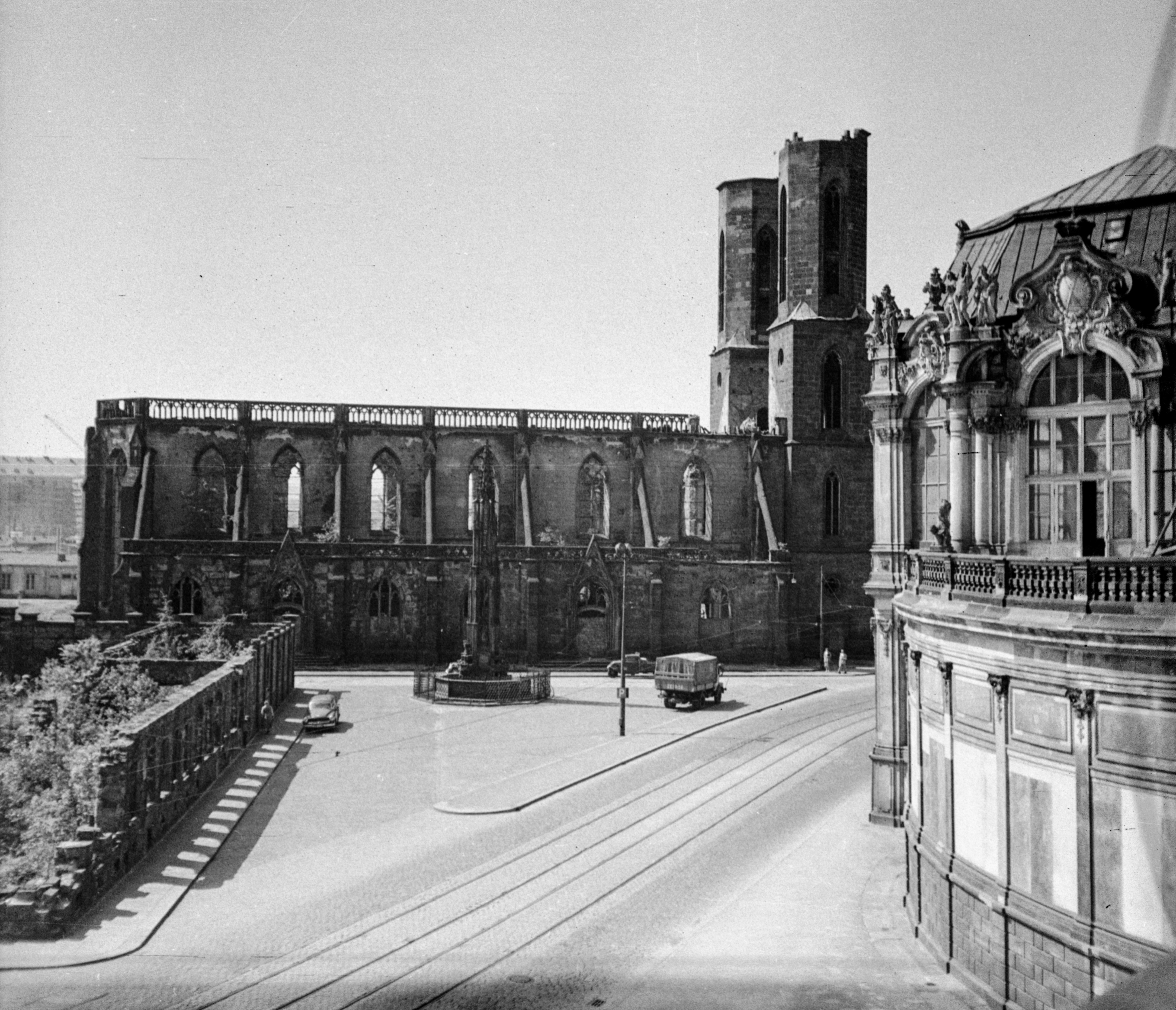
Sophienstraße nach dem Zweiten Weltkrieg mit der Ruine der Sophienkirche

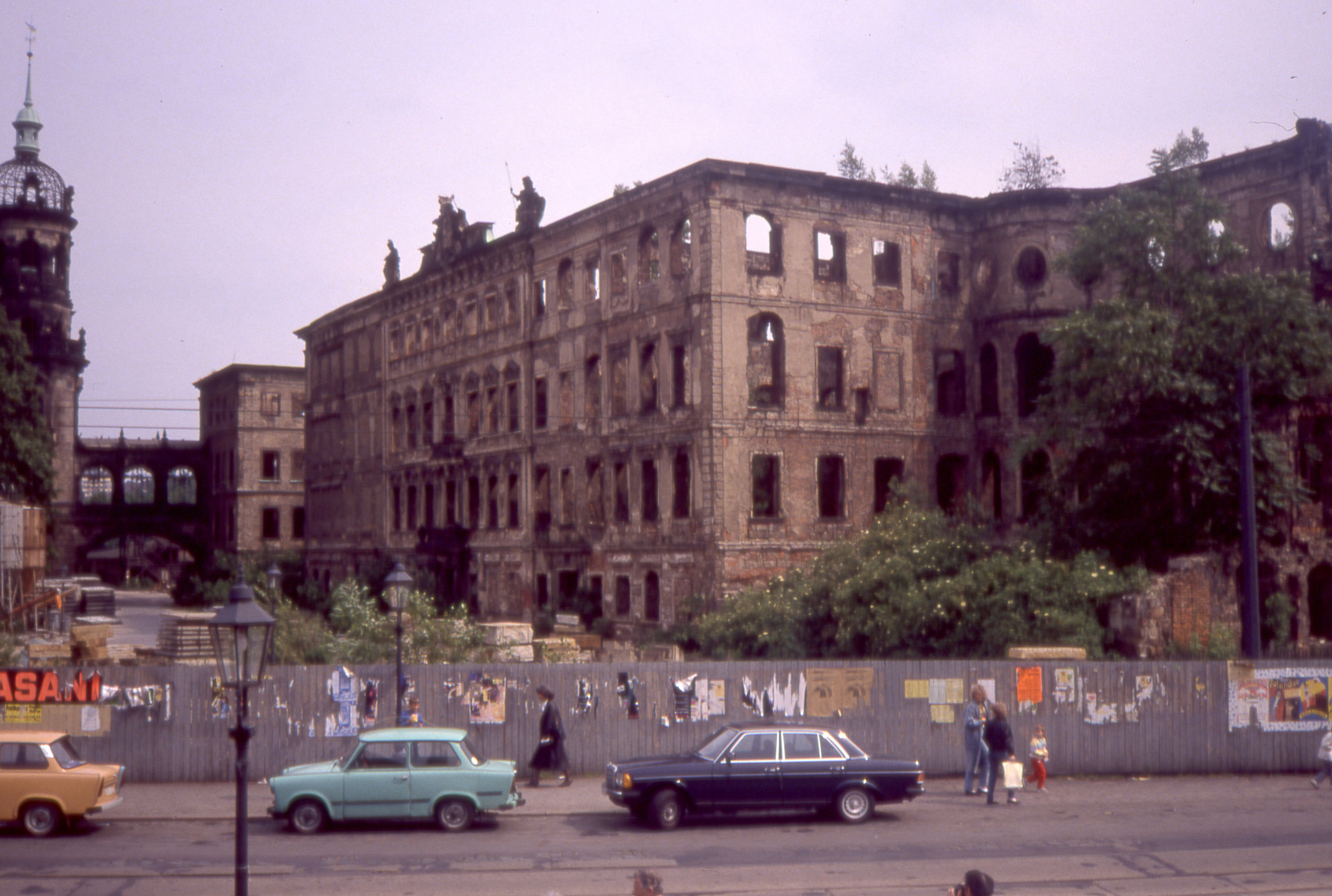
Blick über die Sophienstraße auf das zerstörte Taschenbergpalais, 1990

Die Sophienstraße spielt für den motorisierten Individualverkehr eine untergeordnete Rolle. Der Durchgangsverkehr ist gering und fließt von der Wilsdruffer Straße kommend vom Post- über den Theaterplatz hin zum Terrassenufer. In entgegengesetzter Richtung ist vom Terrassenufer aus am Postplatz nur das Rechtsabbiegen in die Ostra-Allee in der Wilsdruffer Vorstadt zulässig. Über die Sophienstraße sind die Gassen der nordwestlichen Inneren Altstadt – Große und Kleine Brüdergasse – ans Straßennetz angebunden, zudem ist über die Straße Taschenberg die Schloßstraße erreichbar. Aufgrund ihrer Lage inmitten mehrerer touristischer Attraktionen ist der Fußverkehr entlang und über die Sophienstraße relativ stark, weshalb die zulässige Höchstgeschwindigkeit 30 km/h beträgt. 
Radwege gibt es nicht; Fahrradfahrer benutzen die gepflasterten Fahrbahnen (eine pro Richtung), auf denen sich zudem die Gleise für die Straßenbahn Dresden befinden. Die Linien 4, 8 und 9 der Dresdner Verkehrsbetriebe dienen dem öffentlichen Personennahverkehr, die nächsten Haltestellen befinden sich am Post- und am Theaterplatz. Die Straßenbahnen fahren weiter über den Schloßplatz und die für den motorisierten Individualverkehr gesperrte Augustusbrücke. Für die Nutzung der wenigen Pkw-Stellplätze entlang der Sophienstraße ist eine Gebühr fällig. Am Taschenberg sowie am Theaterplatz liegen zudem zwei Haltestellen der Dresdner Stadtrundfahrt.

## Geschichte
Der Verlauf der heutigen Sophienstraße markierte einst den nordwestlichen Abschluss der mittelalterlichen Stadtgründung Dresden und wurde in der Folge beim Bau der Dresdner Befestigungsanlagen ein Teil der Stadtmauer im Abschnitt zwischen Schloss und Wilsdruffer Tor. Bei der Erweiterung der Festung im 16. Jahrhundert wurde auch der nordwestlicher gelegene Bereich des späteren Zwingers einbezogen, wo die Bastion Baumschule entstand (später Bastion Luna genannt). Dennoch blieb das Areal der heutigen Sophienstraße in einer städtischen Randlage. Geprägt war es unter anderem durch das Dresdner Franziskanerkloster an der Großen und Kleinen Brüdergasse mit seinem sich nordöstlich anschließenden Klostergarten. Die Fläche des Zwingers diente bis nach 1700 als kurfürstlicher Obstgarten.
In der Blütezeit des Dresdner Barock setzte Anfang des 18. Jahrhunderts rege Bautätigkeit ein. Von 1705 bis 1708 wurde das später mehrfach erweiterte Taschenbergpalais errichtet. In den 1710er und 1720er Jahren entstanden die Schmuckbauten des Zwingers als Orangerie und repräsentativer Festplatz. Nahe dem Postplatz ließ Andreas Adam 1745 sein Adamsches Haus auf der Westseite der Straße errichten. Sie war demnach damals schon angelegt, aber noch namenlos, und verlief in Nord-Süd-Richtung. Nördlich an das Adamsche Haus angebaut war das Hofwaschhaus, nördlich grenzten Stallgebäude an und riegelten das Gebiet in Richtung Zwinger ab. Der dortige Bereich hieß noch im frühen 19. Jahrhundert „Im Kloster“, auch wenn das Franziskanerkloster seit Einführung der Reformation nicht mehr bestand und seine Gebäude mit Ausnahme der Klosterkirche nach und nach abgerissen worden waren.
Das Kloster und die Kirche waren im 16. Jahrhundert infolge der Reformation über 50 Jahre lang als Zeughaus und Lager zweckentfremdet worden. Kurfürstin Sophie von Brandenburg (1568–1622), Witwe Christians I. von Sachsen, hatte dafür gesorgt, dass ab 1598 wieder Gottesdienste in der Kirche stattfanden. Bald darauf erhielt das Gotteshaus zu ihren Ehren den Namen Sophienkirche. Nachdem beim Schleifen der Stadtbefestigung Anfang des 19. Jahrhunderts das Klostertor in Höhe der Kleinen Brüdergasse stehen geblieben war, hieß die Straße Am Klosterthor bzw. Klosterthorgasse. Im Jahr 1840 wurde das Klostertor abgerissen, zwei Jahre später auch die alten Stallgebäude.
Im Jahr 1840 erhielt die Straße den Namen Sophienstraße. Ausschlaggebend dafür war die Lage an der Sophienkirche. Der Name beschränkte sich zunächst auf den Bereich zwischen dem heutigen Postplatz und dem Platz zwischen Glockenspielpavillon, Sophienkirche und Taschenbergpalais, der in den 1860er Jahren Zwingerplatz hieß. Dieser Stadtraum entstand durch den Abriss der ins Obergeschoss des Glockenspiel- bzw. Stadtpavillons des Zwingers führenden Außentreppe (1826) und des 1849 beim Dresdner Maiaufstand abgebrannten Opernhauses am Zwinger. Erst später wurde der Name Sophienstraße auch auf diesen Bereich und den Abschnitt nördlich davon bis zum Theaterplatz übertragen.
Im südlichen Teil der Sophienstraße wichen die alten zweistöckigen Wohnhäuser traufständigen Bürgerhäusern aus der Gründerzeit mit vier Vollgeschossen. In einem von ihnen hatte der Deutsche Herold seine Dresdner Filiale. Das gegenüberliegende Adamsche Haus – nach 1865 als Stadtwaldschlößchen bekannt, weil dort die Waldschlößchen-Brauerei ihren innenstädtischen Hauptausschank mit angeschlossenem Biergarten betrieb – erhielt einen umschließenden zweigeschossigen Anbau, der für das Lokal, aber auch für verschiedene Ladengeschäfte genutzt wurde. Bereits frühzeitig war der Komplex aus Adamschem Haus und Hofwaschhaus auch nördlich bzw. westlich auf einem vorerst namenlosen Weg umgehbar, der nach 1945 die neue Hauptroute der Sophienstraße wurde.
Am 19. Juni 1881 ging als eine der ersten in der Geschichte des Dresdner Straßenbahnnetzes die Strecke vom Postplatz zum Waldschlösschen in Betrieb, die über die Sophienstraße führte. Das zuletzt als Archiv dienende ehemalige Opernhaus am Taschenberg wurde 1889 abgerissen. Nach Plänen von Schilling & Graebner entstand 1895/96 in der Mitte des dreieckigen Platzes zwischen Schloss, Zwinger und Taschenbergpalais der 1945 zerstörte Wettinobelisk mit Figuren von Johannes Schilling. Hingegen bis heute dient dem Schmuck der Straße der 1846 eingeweihte und 1927 vom Postplatz an die Sophienstraße versetzte Cholerabrunnen.
Eine schwerwiegende Zäsur in der Geschichte der Straße stellen die Luftangriffe auf Dresden im Februar 1945 dar. Sämtliche anliegende Gebäude wurden damals durch Bomben zerstört. Die Ruinen im südlichen Teil nahe dem Postplatz wurden später beseitigt. Als besonders umstritten erwies sich dabei 1962/63 der Abriss der Sophienkirchruine. Wiederaufgebaut wurden hingegen der Zwinger (1950er Jahre), das Taschenbergpalais (1992–1995) und das Schloss (seit den 1980er Jahren). Auf der Ostseite der Sophienstraße entstand von 1965 bis 1967 die HO-Gaststätte „Am Zwinger“, im Volksmund als „Freßwürfel“ bezeichnet. Die Westseite, vormals Standort des Adamschen Hauses, blieb unbebaut und diente fortan als Verkehrsfläche.
Im Jahr 1999 wurde das Haus am Zwinger fertiggestellt und damit der nördliche Teil des einstigen Standorts der Sophienkirche überbaut. Um dennoch auf das Gotteshaus hinzuweisen, wurde auf Betreiben des Landesamts für Denkmalpflege 1998/99 der maßstabsgetreue Umriss der Kirche in Form von Großpflastersteinen aus rotem Meißner Granit auf dem Boden abgebildet. Seit 1999 weist eine vom Dresdner Künstler Einhart Grotegut entworfene Gedenktafel auf Höhe des ehemaligen Hauptportals auf die Sophienkirche hin. Zudem entsteht seit 2009 die Gedenkstätte Busmannkapelle zur Erinnerung an die Kirche. 
Von der Umgestaltung des Postplatzes um das Jahr 2006 war auch die Einmündung der Sophienstraße betroffen. Bis 2007 wurde der „Freßwürfel“ wieder abgerissen. Als daraufhin 2007/08 der Wilsdruffer Kubus als erster Neubau der Nachwendezeit am Postplatz entstand, wurde der Südteil der Sophienstraße überbaut, was Architekten und Dresdner Bürger kritisierten. Seit 2015 weisen vorm Glockenspielpavillon des Zwingers zwei Dresdner Stolpersteine auf zwei an der Entwicklung des Porzellanglockenspiels beteiligte Männer hin, die als Zeugen Jehovas nach KZ-Haft im Dritten Reich umkamen. Im Jahr 2020, während der Sanierung der Augustusbrücke, wurde auch die Sophienstraße saniert. Dabei erhielt sie neue Straßenbahnschienen und ein Pflaster aus geschnittenen Natursteinen.

## Bebauung

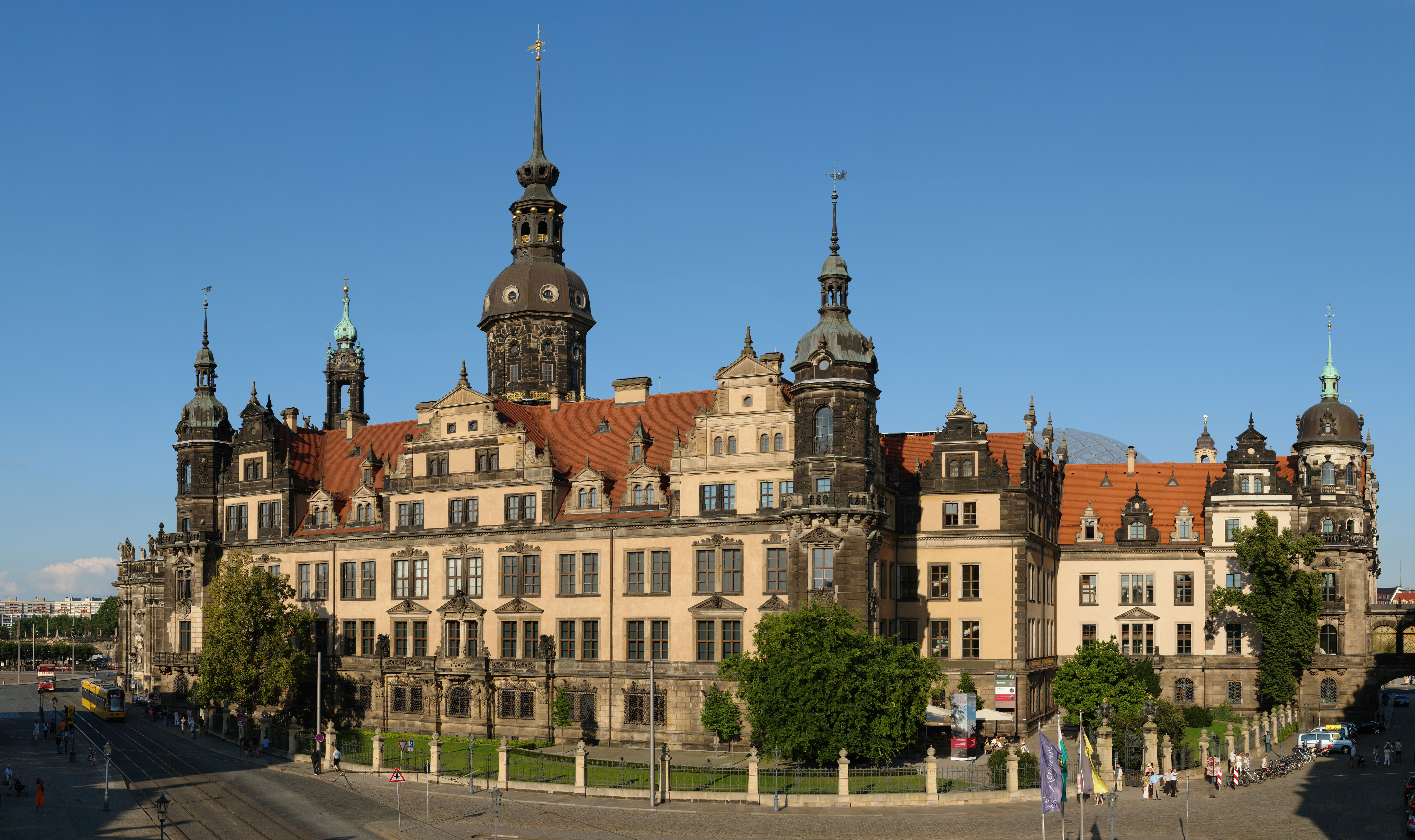
Residenzschloss Dresden

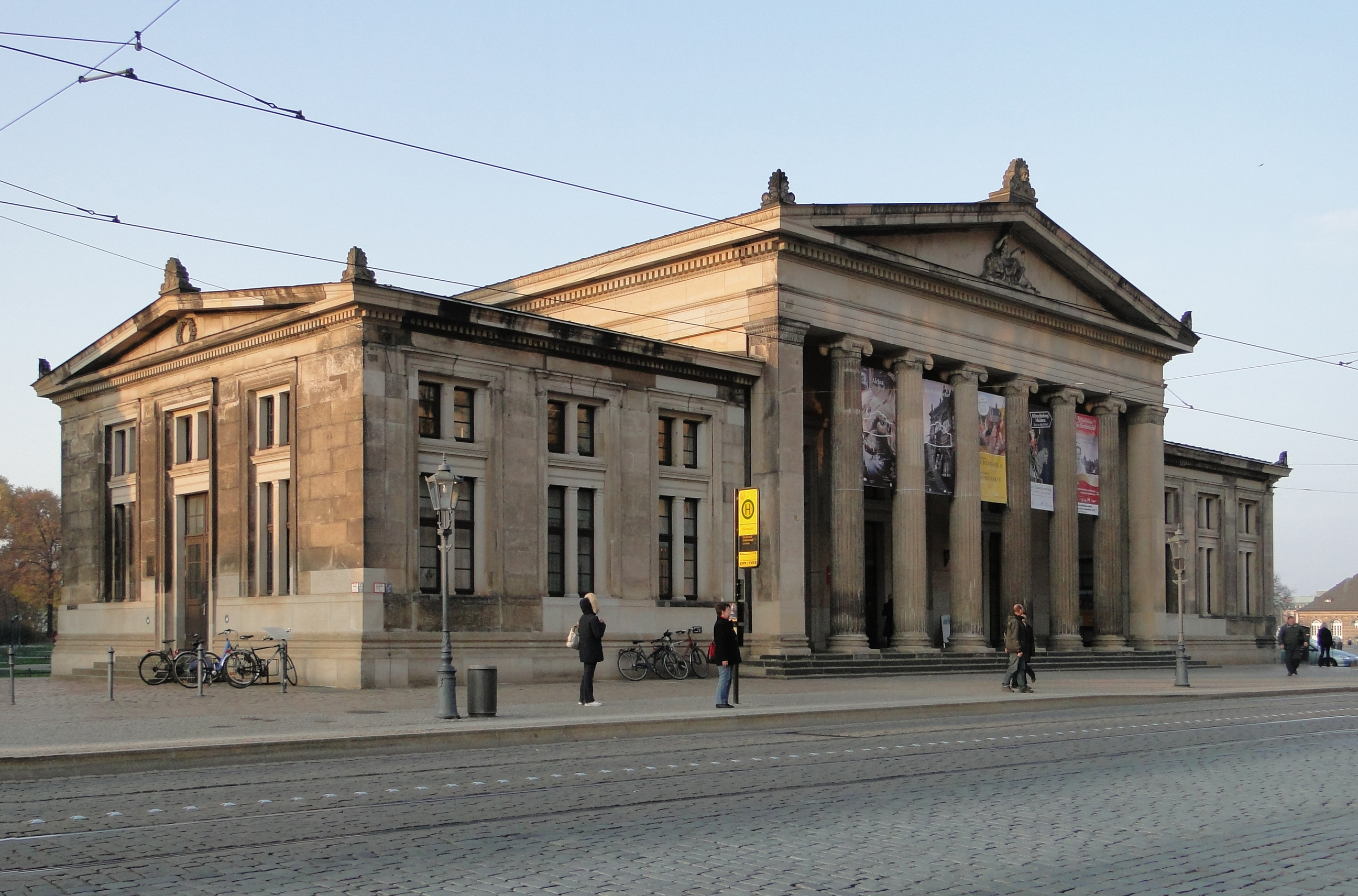
Altstädtische Hauptwache

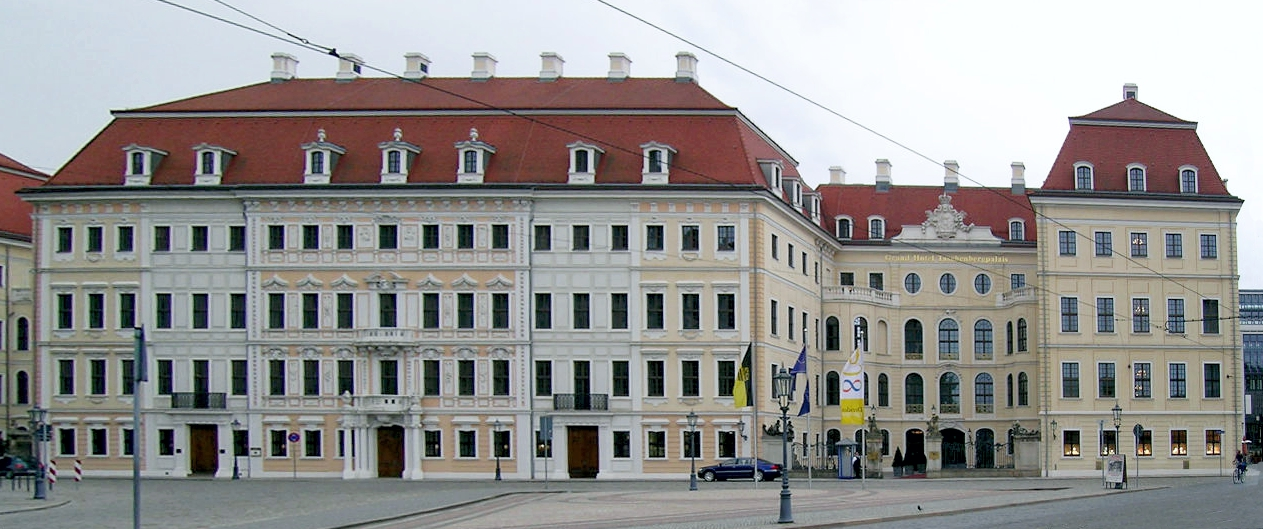
Taschenbergpalais

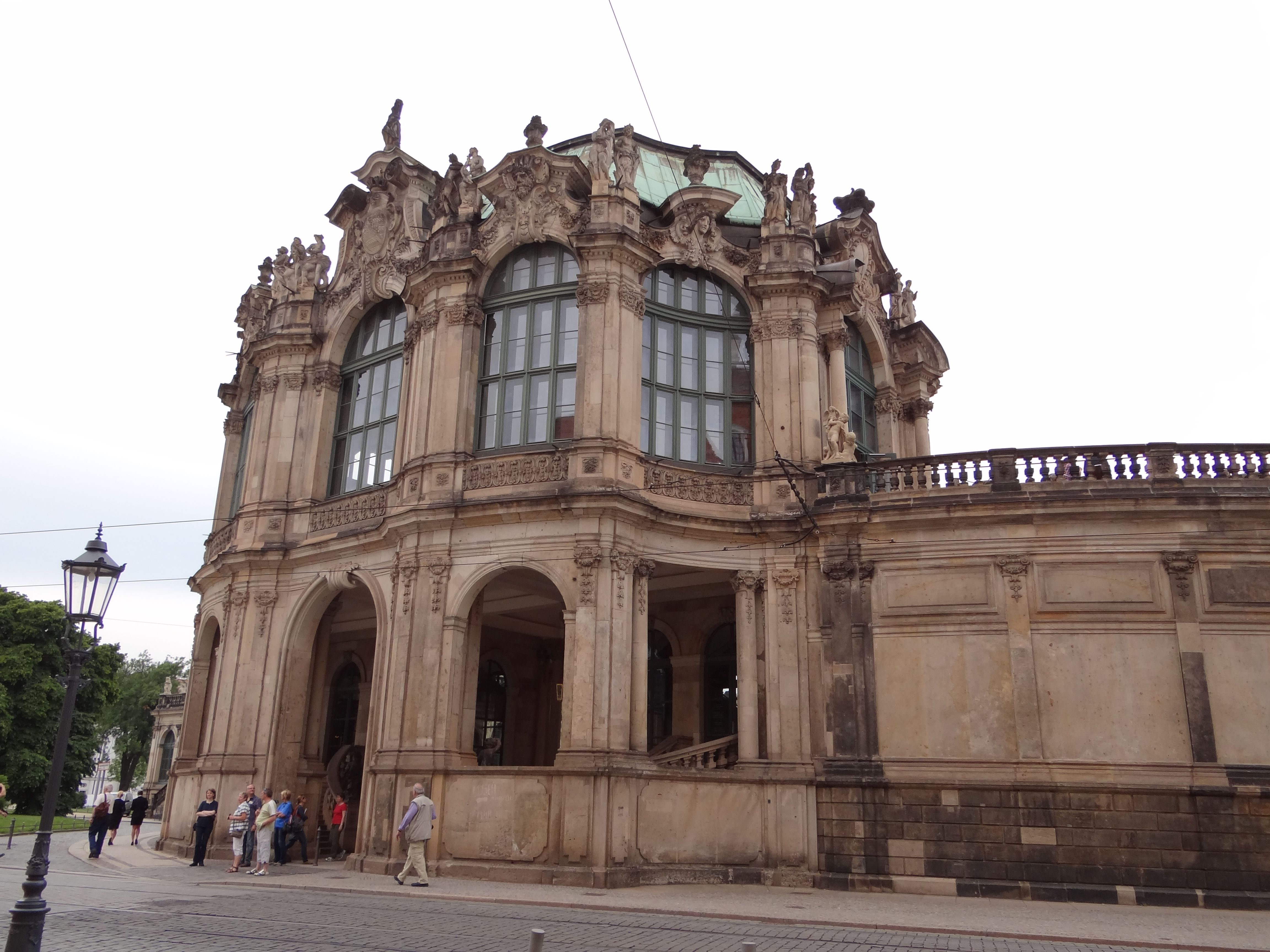
Glockenspielpavillon des Zwingers

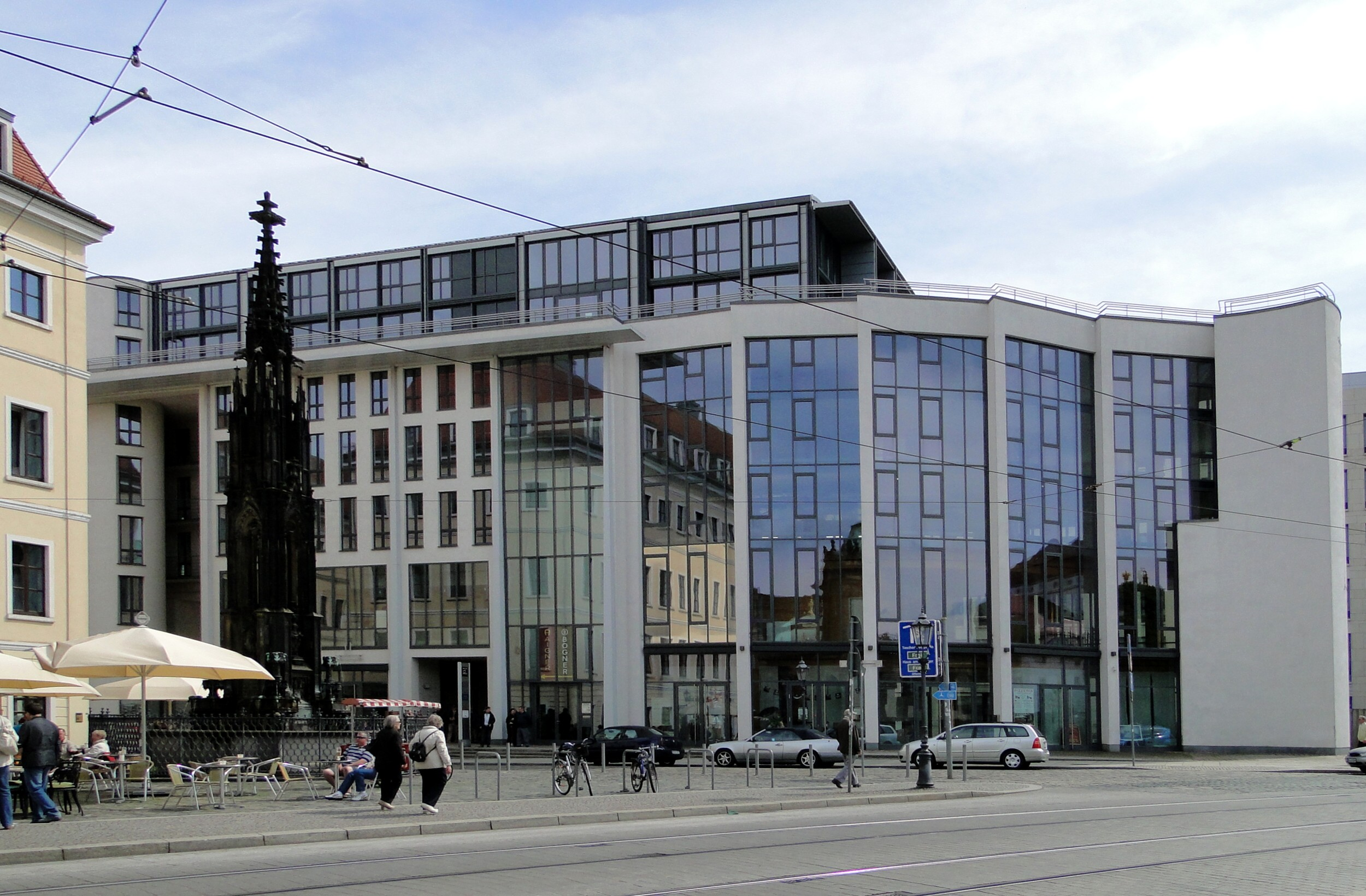
Haus am Zwinger, links der Cholerabrunnen

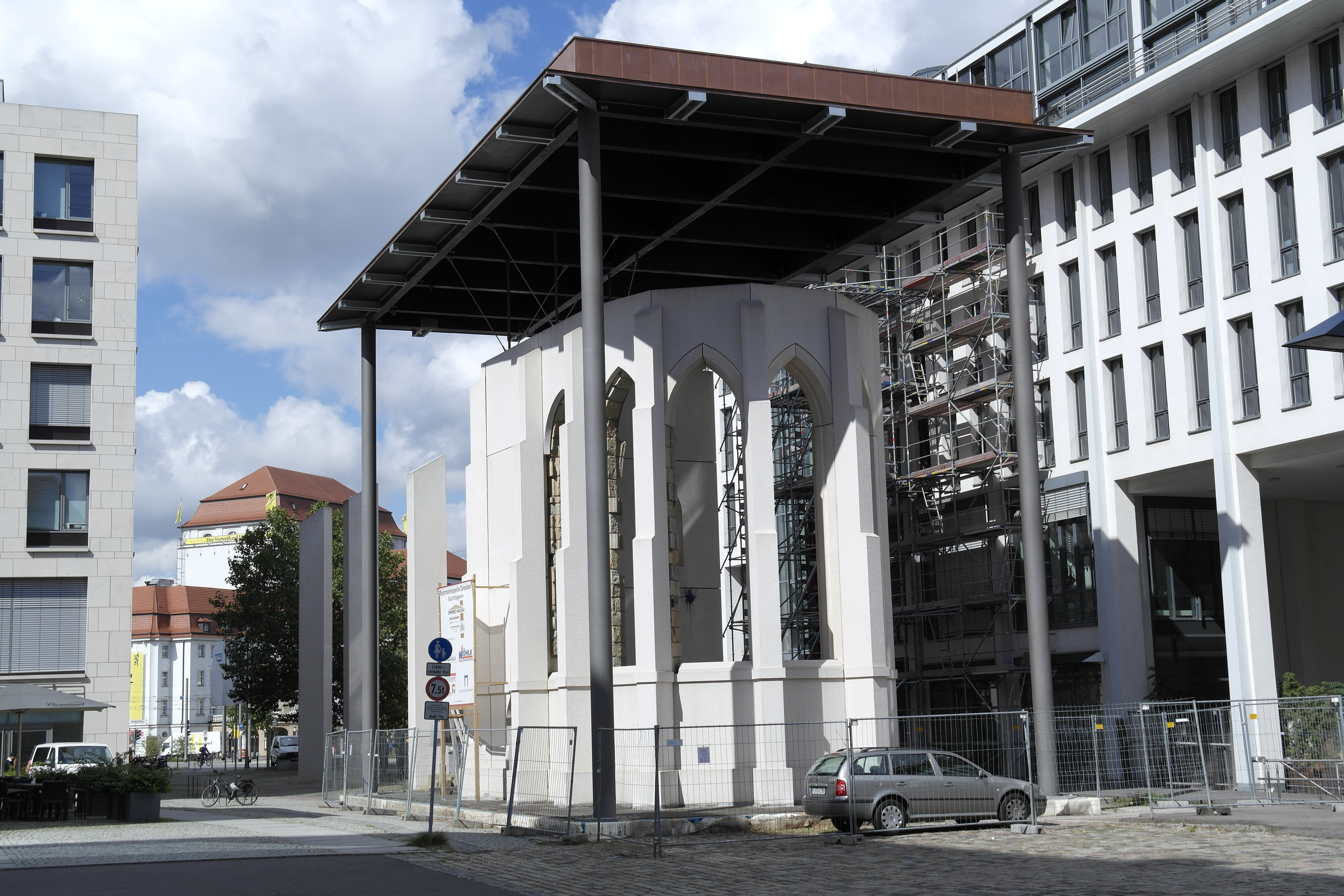
Gedenkstätte Busmannkapelle 2015 im Bau

Heute gibt es keine Gebäude mehr mit der Adresse Sophienstraße. Eine Besonderheit ist ferner, dass es an der Sophienstraße keine einheitliche Baufluchtlinie gibt – bis 1945 bestand eine solche im heute überbauten Südteil. Die Straße führt historisch bedingt diagonal durch die anliegende Bebauung und formt statt eines geschlossenen Straßenraumes mehrere aneinandergereihte Plätze, so den einst Zwingerplatz genannten Vorplatz des Glockenspielpavillons und den Platz zwischen Schloss, Zwinger und Taschenbergpalais. Auf der nordwestlichen Straßenseite befinden sich die Altstädtische Hauptwache und der Zwinger, auf der südöstlichen das Schloss, das Taschenbergpalais, das Haus am Zwinger, die Gedenkstätte Busmannkapelle und der Wilsdruffer Kubus.
Die Altstädtische Hauptwache, nach ihrem Architekten Karl Friedrich Schinkel auch Schinkelwache genannt, wurde 1830 bis 1832 unter der Leitung von Joseph Thürmer als städtische Polizeiwache errichtet. Sie zeigt sich im Stil des Berliner Klassizismus, der in Dresden selten vertreten ist, und steht in ihrer Größe deutlich hinter den benachbarten Bauten wie der Katholischen Hofkirche und der Semperoper zurück. Auf der Seite zur Sophienstraße hin befindet sich der Portikus mit sechs Ionischen Säulen. In dem Haus sind neben der Kasse und dem Anrechtsbüro der Semperoper eine Touristeninformation sowie ein Café untergebracht.
Südwestlich schließt sich der Zwinger an. Das unter der Leitung des Architekten Matthäus Daniel Pöppelmann und des Bildhauers Balthasar Permoser errichtete Gesamtkunstwerk aus Architektur, Plastik und Malerei gehört zu den bedeutenden Bauwerken des Barocks und ist neben der Frauenkirche das bekannteste Baudenkmal und Wahrzeichen Dresdens. Entlang der Sophienstraße reihen sich folgende Teile des Gebäudekomplexes auf: die Sempergalerie, der Deutsche Pavillon mit seinem Anbau, der seitlich von zwei Bogengalerien flankierte Glockenspielpavillon sowie der Porzellanpavillon mit seinem Anbau. Damit liegen hochrangige Dresdner Museen unmittelbar an der Sophienstraße: die Gemäldegalerie Alte Meister in der Sempergalerie und die Porzellansammlung im Porzellanpavillon.
In diese Liste reiht sich nahtlos das ebenfalls zu den Staatlichen Kunstsammlungen Dresden gehörende Grüne Gewölbe als umfangreichste Kleinodiensammlung Europas ein, das sich gegenüber der Altstädtischen Hauptwache im Westflügel des Dresdner Schlosses befindet. Der Renaissancebau war das Residenzschloss der sächsischen Kurfürsten (1547–1806) und Könige (1806–1918). Als Stammsitz der albertinischen Linie des Hauses Wettin war es ab dem 16. Jahrhundert prägend für die kulturelle Entwicklung Dresdens. Die Residenz ist eines der ältesten Bauwerke der Stadt und baugeschichtlich bedeutsam, da alle Stilrichtungen von Romanik bis Historismus ihre Spuren an dem Bauwerk hinterlassen haben. Heute ist es vor allem ein Museumsbau.
Südlich der Straße Taschenberg steht das Taschenbergpalais, ein Grand Hotel der Hotelgruppe Kempinski. Äußerlich repräsentiert der Komplex den üppigen Dresdner Barockstil. August der Starke ließ das Palais als Geschenk für seine Mätresse Constantia von Cosel in unmittelbarer Nachbarschaft seines Schlosses erbauen, mit dem es durch einen Brückengang verbunden ist. Nach seiner Zerstörung im Zweiten Weltkrieg blieb das Haus eine Ruine, bis es 50 Jahre nach Kriegsende 1995 als erstes 5-Sterne-Hotel Sachsens eröffnet wurde. Das Gebäudeinnere ist bis auf das denkmalgerecht sanierte Treppenhaus modern gestaltet. In dem Haus gibt es für die Gäste 182 Zimmer und 32 Suiten. Im Juni 2009 übernachtete US-Präsident Barack Obama im Taschenbergpalais, im Juni 2016 fand dort die Bilderberg-Konferenz statt.
Der neugotische Cholerabrunnen, ausgeführt von Bildhauer Franz Schwarz, steht im Winkel zwischen Taschenbergpalais und Haus am Zwinger. Letzteres ist ein 1999 erbauter ehemaliger Büroriegel des Investors Advanta. Städtebauliche Bedeutung erhält das langgestreckte Gebäude durch die Rekonstruktion der historischen Kleinen Brüdergasse, deren Südseite es bildet. Im Volksmund wurde der von Heinz Tesar entworfene Bau lange Zeit auch „Advanta-Riegel“ genannt. Seit seinem vollständigen Umbau durch die denkmalneu-Unternehmensgruppe (Frühjahr 2015 bis Frühjahr 2016) heißt das Gebäude offiziell „Das lebendige Haus“. Es beherbergt Läden, Büros, Wohnungen, Restaurants und ein Tagungszentrum. In den drei zentralen Treppenhäusern hat der Wiener Künstler und Wahrnehmungsforscher sha. Lichtklangkunstwerke installiert.
An der Einmündung der Großen Brüdergasse in die Sophienstraße befindet sich die von 2009 bis 2020 errichtete Gedenkstätte Busmannkapelle. Es handelt sich gemäß dem Entwurf des Dresdner Architekturbüros Gustavs und Lungwitz aus dem Jahr 1995 um eine räumliche Reproduktion der um 1400 an die Sophienkirche seitlich angebaute Busmannkapelle an ihrem ursprünglichen Standort. Die leicht abstrahierte Kapelle, deren drei Wände in Sichtbeton geschalt werden, wird durch eine gläserne Umfassung geschützt und soll original erhaltene Architekturteile und -fragmente an ihren ursprünglichen Plätzen enthalten. Von der Kapelle abgehende vier unter freiem Himmel errichtete Strebepfeiler verdeutlichen die Größe der Sophienkirche.
Südlich der Gedenkstätte erhebt sich der Wilsdruffer Kubus. Das Büro- und Geschäftshaus mit Tiefgarage weist eine sandsteinerne Rasterfassade auf. Das streng rechtwinklige Bauwerk soll einen Kontrast zum Haus am Zwinger mit seiner geschwungenen Spitze bilden. Hauptmieter ist der größte europäische Softwarehersteller SAP, der dort seine Dresdner Filiale unterhält.